# Nissan Invitation
Der Nissan Invitation ist ein Konzeptfahrzeug, das Nissan im März 2012 auf dem Genfer Auto-Salon präsentierte.

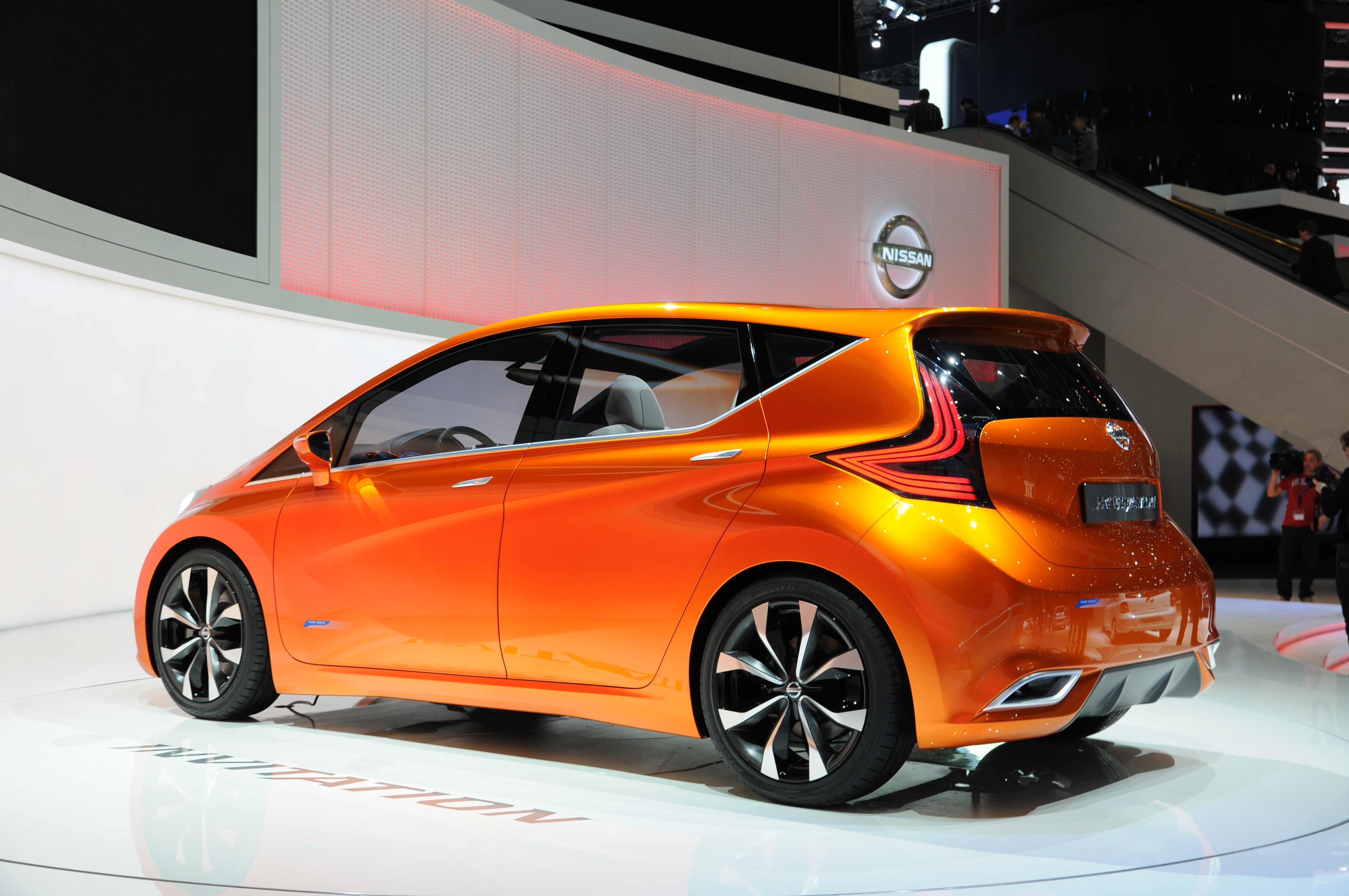
Seitenansicht

Das fünftürige Steilheck gab erstmals Ausblick auf den in und für Europa gebauten Nachfolger des Nissan Note. Das Serienmodell wird seit Mitte 2013 von Nissan Motor Manufacturing (UK) im Werk Sunderland im Vereinigten Königreich produziert, wodurch weitere 400 direkte Arbeitsplätze und weitere 1600 bei Zulieferern neu entstehen oder gesichert werden.
Das Konzeptfahrzeug wurde nicht in Japan entworfen und entwickelt, sondern im technischen Zentrum von Nissan Europe NV in Cranfield, Bedfordshire. Es verfügt über die gleiche Nissan V-Plattform wie der Nissan Micra.